# Granada CF
Granada Club de Fútbol je španělský fotbalový klub sídlící v Granadě v autonomní oblasti Andalusie. Založen byl roku 1931. Klub působil v nejvyšší španělské soutěži Primera División do sezóny 2016/2017 po které sestoupil do nižší soutěže. Domácí zápasy hraje na stadionu Estadio Nuevo Los Cármenes.
Granada byla po Sevilla FC a Betisu Sevilla třetím klubem z Andalusie, který nastoupil v La Lize (v sezoně 1941/42).

## Historie

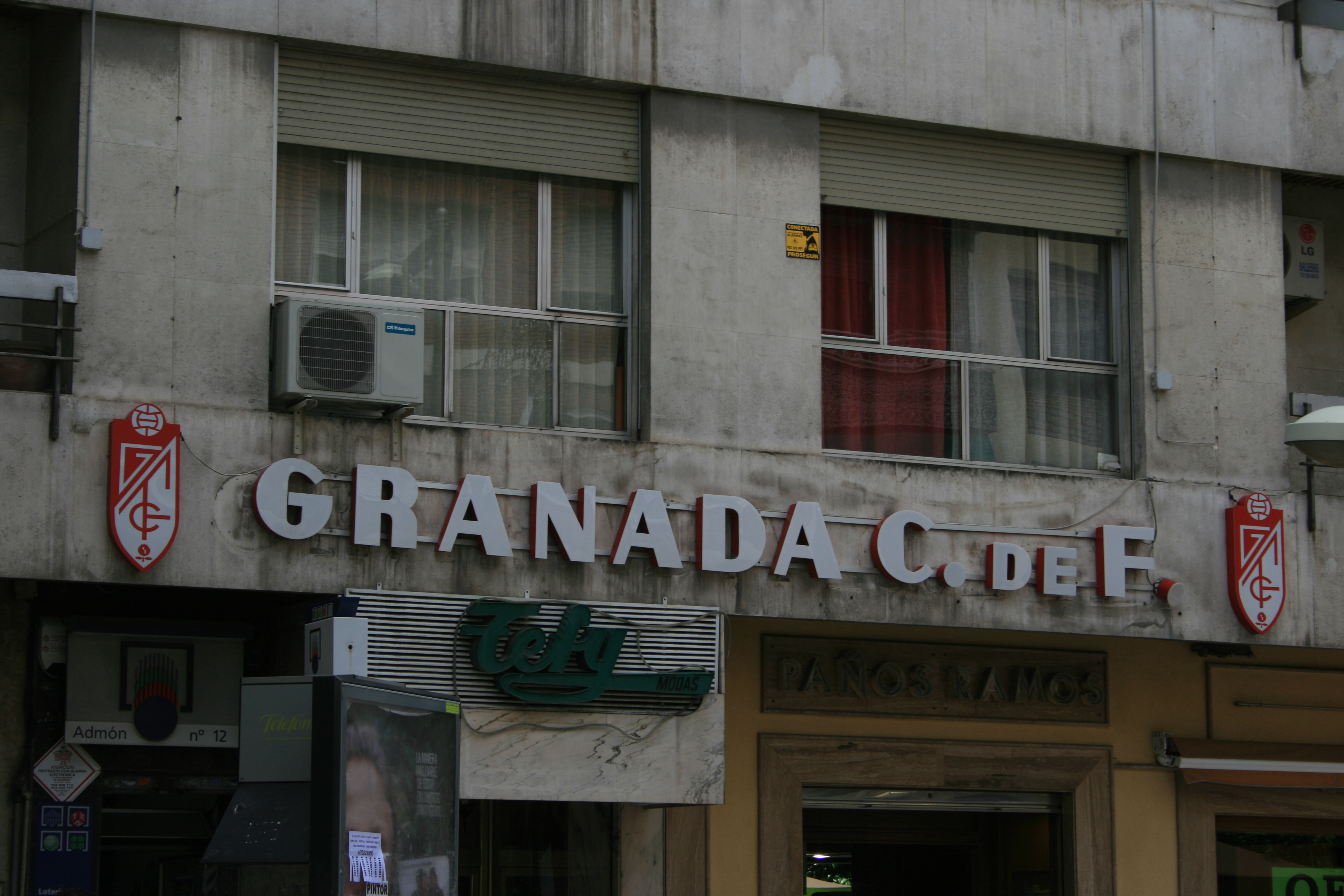

Granada Club de Fútbol byla založena 14. dubna 1931, původně pod názvem Recreativo de Granada. Prvním prezidentem klubu byl Julio López Fernández. První zápas odehrál klub proti Deportivo Jaén v roce 1931 a zvítězil v něm 2-1. O deset let později zažil svou první sezonu Primera División. To bylo v sezoně 1941/42. Dosud odehrál klub v této soutěži 17 sezon. Největších úspěchů dosáhl v sedmdesátých letech, kdy dvakrát skončil na šestém místě soutěže (1971/72, 1973/74). Klub doposud nezískal žádnou národní trofej. Jedinými menšími úspěchy je celkem 9 vítězství v nižších soutěžích ve španělském soutěžním systému.

## Stadion

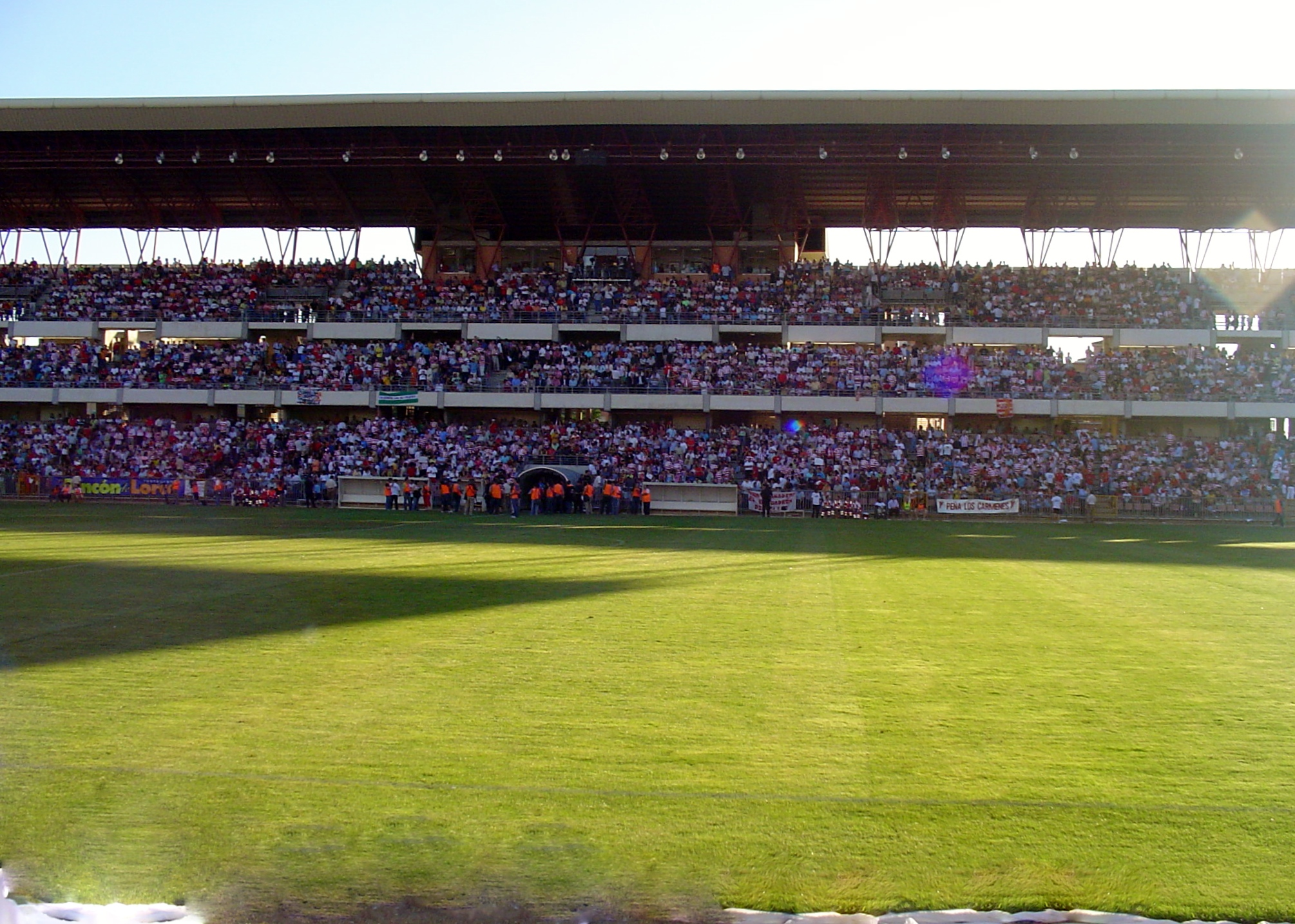
Domácí stadion

Po založení klubu hrál své domácí zápasy na stadionu Campo de Las Tablas, ale rychle se stal nevyhovujícím, tak bylo nutno postavit stadion nový. Byl postaven roku 1934 a dostal název Estadio Los Cármenes. V roce 1995 pak proběhla rekonstrukce, která zvýšila kapacitu na dnešních 16.200 a udělala ze stadionu multifunkční stánek. Změnil se i název když do něj bylo přidáno slovo Nuevo (nový). Celý název stadion tak zní Estadio Nuevo Los Cármenes. Na tomto stadionu odehrála 7 zápasů i španělská reprezentace, přičemž ten sedmý se odehrál 25. dubna 2011 a Španělsko v něm porazilo reprezentaci České republiky.

## Sezóny

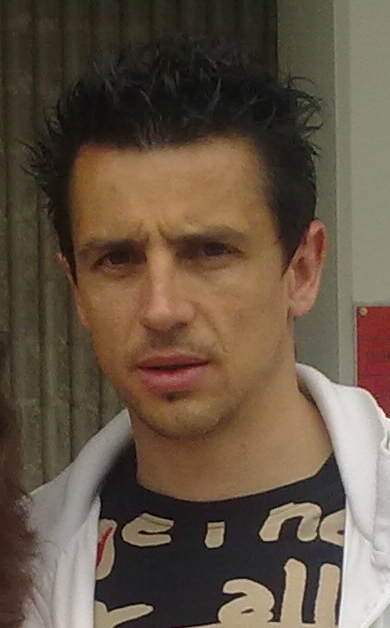
Brankář Roberto

(po konci sezony 2010/11)
- 17 sezon v Primera División
- 31 sezon v Segunda División
- 22 sezon v Segunda División B
- 5 sezon v Tercera División
- 2 sezony v regionálních soutěžích